# Las aventuras de Ruben Rada y Litto Nebbia
Las aventuras de Ruben Rada y Litto Nebbia es el disco que ambos músicos grabaron en Buenos Aires, en Estudio del Nuevo Mundo, durante los primeros meses de 1990.

## Historia
Las aventuras de Ruben Rada y Litto Nebbia es el segundo álbum de los cuatro que Rubén Rada grabó en el sello Melopea de Litto Nebbia, entre julio de 1988 y enero de 1991. Los otros álbumes fueron Pa'los uruguayos (1989), Las aventuras de Fattoruso & Rada (1990), con Hugo Fattoruso, y Terapia de murga (1991).
Rada ya había grabado con Litto Nebbia en el álbum Volumen 1 (1982) de Buenos Aires Jazz Fusion, supergrupo que ambos integraron, y junto a Hugo y Osvaldo Fattoruso, en el disco de Nebbia En Brasil aquí y ahora… de 1985.
Pero la relación con los músicos uruguayos había iniciado en 1965, en un encuentro con Los Shakers. En una entrevista para Página 12, Nebbia recordó ese primer encuentro:

Enseguida logramos un buen feeling... ellos eran buenos tipos, muy humildes, algo no muy usual en la época, porque nos comíamos cada garrón tremendo. Había cada boludo que, además de tocar como el culo, no podía hablar de nada. En esa época era mucho más jodido que hoy llegar a Buenos Aires... te trataban de grasita, una cosa así. Por eso, afinamos bien con Los Shakers y mantuvimos una relación leal y sensible durante toda la vida. Con ellos y también con el Negro Rada, con Mateo...

Litto Nebbia escribió en sus notas para la contraportada de Las aventuras de Ruben Rada y Litto Nebbia:

Hace años que nos prometíamos con el Negro hacer este disco. Un álbum donde cantáramos cada uno lo que le gusta del otro. También algunas viejas canciones de nuestros queridos hermanos Fattoruso.
Otras escritas especialmente para la reunión.
Algunos músicos invitados de la cofradía de cada uno, valga decir: Ricardo Nolé, César Franov, Beto Satragni, Horacio López y Lito Epumer.
Disfrutamos con la grabación y estamos satisfechos con el resultado musical.
Sinceramente
Litto Nebbia

“Amaneciendo” es una canción de los hermanos Hugo y Osvaldo Fattoruso que pertenece a La bossa nova de Hugo y Osvaldo (1969), el disco que grabaron luego de la disolución de Los Shakers y antes de su partida a Estados Unidos. “Quieres por favor” es otra canción de los hermanos Fattoruso, de la época de Los Shakers, incluida en su segundo álbum Shakers For You de 1966. "Un hombre, un amanecer" es una canción que Nebbia le escribió a Rada durante su exilio en México, y que había sido grabada por ambos en 1982, para el disco Volumen 1 de Buenos Aires Jazz Fusion. “Ayer te vi”, de Rada, grabada por primera vez en su disco Radeces de 1976, y "Cuando llega el ocaso", de Nebbia, grabada en su disco 1981 de 1981, son las otras dos canciones previamente editadas. 
El disco abre con "Intro al Negro Rada" donde Nebbia invita a Rada para hacer un disco juntos. "El negro y la milonga" es una canción de Rada sobre los sueños malogrados de un músico sudamericano que viaja a otras tierras. “Canción para enamorar veteranas”, de Rada, y “Canción para enamorar a las nenas”, de Nebbia, son los dos temas instrumentales del disco. “Los cocos ríen y cantan” y “Canción para enamorar veteranas”, de Rada, fueron regrabadas por este e incluidas en su disco Montevideo dos de 1999. "América suda", de Rada, fue también incluida, como "Sudamérica continente musical", en su disco Terapia de murga (1991). La versión es la misma en ambos discos. 
Las aventuras de Ruben Rada y Litto Nebbia fue reeditado en formato CD en Argentina, en 1997, por Melopea.

## Lista de canciones
Lado A
1. Intro al Negro Rada (Nebbia)
2. El negro y la milonga (Rada / Nolé)
3. Amaneciendo (Hugo y Osvaldo Fattoruso)
4. Un hombre un amanecer (Nebbia)
5. Canción para enamorar veteranas (Rada)
6. Ayer te vi (Rada)

Lado B
1. Cuando llega el ocaso (Nebbia)
2. Canción para enamorar a las nenas (Nebbia)
3. Los cocos ríen y cantan (Rada)
4. Quieres por favor (Hugo y Osvaldo Fattoruso)
5. América suda (Rada)

## Ficha técnica
- Litto Nebbia: piano, sintetizadores, guitarra, bajo eléctrico, melódica, percusión, canto y coros
- Rubén Rada: percusión, canto y coros
- Ricardo Nolé: piano y sintetizadores en 2, 5, 9, 11
- Beto Satragni: bajo eléctrico en 2, 9, 11 y guitarra y coro en 9
- Horacio López: batería y coro en 4
- César Franov: bajo eléctrico en 4
- Lito Epumer: guitarra eléctrica en 11
- Laura Nolé: coro en 9
- Producido por Nebbia & Rada para Discos Melopea
- Este álbum fue grabado en Estudio del Nuevo Mundo, Buenos Aires, durante los primeros meses del año 1990
- Técnicos de grabación: Edgardo Rapetti y Mario Sobrino
- Asistente de grabación: Marcelo Baraj
- Mezcla final digital: Rapetti / Nebbia / Sobrino / Rada
- Corte a disco: Luis A. Quinteros
- Foto de portada: Gustavo Tinetti
- Diseño gráfico: Pelusa Mariñas